# Pink Bubbles Go Ape
Pink Bubbles Go Ape es el cuarto disco de la banda alemana de heavy metal Helloween. Es el primer disco con Roland Grapow.
Este disco pasó algo más inadvertido que sus dos anteriores trabajos. Se puso a la venta en 1991, tras permanecer paralizados por 3 años a causa de unos asuntos judiciales contra su anterior sello discográfico.

## Lista de canciones
1. "Pink Bubbles Go Ape" (Kiske) 00:37
2. "Kids Of The Century" (Kiske) 03:52
3. "Back On The Streets" (Grapow/Kiske) 03:23
4. "Number One" (Weikath) 05:13
5. "Heavy Metal Hamsters" (Weikath/Kiske) 03:28
6. "Goin' Home" (Kiske) 03:51
7. "Someone's Crying (Grapow)" 04:18
8. "Mankind (Grapow/Kiske)" 06:18
9. "I'm Doing Fine, Crazy Man" (Grosskopf/Grapow) 03:39
10. "The Chance" (Grapow) 03:47
11. "Your Turn" (Kiske) 05:38

## Canciones de la remastered edition (2006)
1. Blue Suede Shoes (single B-side) (Perkins) 2:36
2. Shit and Lobster (single B-side) (Grosskopf) 4:08
3. Les Hambourgeois Walkways (single B-side) (Weikath) 5:47
4. You Run with the Pack (single B-side) (Grosskopf) 3:54

- Datos: Q1468973